# Kalasmeu
El kalasmeu és una llengua parlada en l'edat del Bronze al territori de Kalasma, Anatòlia. D'atestació fragmentària, ha estat documentada per una única tauleta trobada a Hattusa, la capital del regne del hittites, en les excavacions arqueològiques que s'hi desenvolupen. Identificada el setembre de 2023 per Daniel Schwemer, professor de la Universitat de Würzburg i avalada per la prestigiosa hittitòloga Elisabeth Rieken, de la Universitat de Marburg, la llengua de la tauleta ha estat classificada com a indoeuropea i, concretament, com a pertanyent a la branca anatòlica (com l'hittita, el luvi, el cari, el lici i el sidètic), amb trets propis de les llengües lúvies de l'Edat del Bronze. Les investigacions, però, no acabat i aquestes afirmacions poden baratar quan les dades s'ofertin a tota la comunitat lingüística. Si es confirmés aquesta classificació dialectal propera al luvi, seria la primera llengua lúvica del nord-oest, ja que la resta de lúviques se situen al sud d'Anatòlia.